# Internationaal Instituut voor Humanitair Recht
Het Internationale Instituut voor Humanitair Recht (Italiaans: Istituto Internazionale di Diritto Umanitario, Engels: International Institute of Humanitarian Law, IIHL) is een onafhankelijk internationaal instituut in San Remo, dat de verbreiding en verdere ontwikkeling tot doel heeft van het internationaal humanitair recht, de rechten van de mens en het Internationaal Verdrag betreffende de Status van Vluchtelingen. De organisatie werd op 26 september 1970 opgericht, op initiatief van een groep Italiaanse hoogleraren en de burgemeester van San Remo. Het instituut benoemde de Nederlands rechtgeleerde Frits Kalshoven tot erehoogleraar.